# Hypodematium daochengense
Hypodematium daochengense är en ormbunkeart som beskrevs av K. H. Shing. Hypodematium daochengense ingår i släktet Hypodematium och familjen Hypodematiaceae. Inga underarter finns listade.